# Mónaco en los Juegos Europeos de Bakú 2015
Mónaco participa en los Juegos Europeos de Bakú 2015 con una delegación de 5 deportistas. El responsable del equipo nacional es el Comité Olympique Monégasque, así como las federaciones deportivas nacionales responsables de cada deporte con participación en los juegos.

## Medallero
El equipo olímpico de Mónaco no obtuvo ninguna medalla en los Juegos Europeos de 2015. 